# Dilocantha
Dilocantha is een geslacht van vliesvleugeligen uit de familie Eucharitidae. De wetenschappelijke naam van dit geslacht is voor het eerst geldig gepubliceerd in 1894 door Shipp.

## Soorten
Het geslacht Dilocantha omvat de volgende soorten:
- Dilocantha albicoma Heraty, 1998
- Dilocantha bennetti Heraty, 1998
- Dilocantha flavicornis (Walker, 1862)
- Dilocantha lachaudii Heraty, 1998
- Dilocantha serrata Heraty, 1998